# Municipio de Miami (condado de Reno)
El municipio de Miami (en inglés: Miami Township) es un municipio ubicado en el condado de Reno en el estado estadounidense de Kansas. En el año 2010 tenía una población de 462 habitantes y una densidad poblacional de 4,69 personas por km².

## Geografía
El municipio de Miami se encuentra ubicado en las coordenadas 37°46′38″N 98°24′34″O / 37.77722, -98.40944. Según la Oficina del Censo de los Estados Unidos, el municipio tiene una superficie total de 98.42 km², de la cual 98,25 km² corresponden a tierra firme y (0,17 %) 0,17 km² es agua.

## Demografía
Según el censo de 2010, había 462 personas residiendo en el municipio de Miami. La densidad de población era de 4,69 hab./km². De los 462 habitantes, el municipio de Miami estaba compuesto por el 85,93 % blancos, el 3,9 % eran amerindios, el 0,22 % eran asiáticos, el 6,28 % eran de otras razas y el 3,68 % eran de una mezcla de razas. Del total de la población el 10,39 % eran hispanos o latinos de cualquier raza.